# Lilla Furusjön
Lilla Furusjön är en sjö i Marks kommun i Västergötland och ingår i Viskans huvudavrinningsområde.